# Konstandinos Milonas
Konstandinos Milonas (gr. Κωνσταντίνος Μυλωνάς; ur. w 1916 w Atenach, zm. w 2010 tamże) – grecki strzelec, olimpijczyk, medalista mistrzostw świata.
Brał udział w igrzyskach olimpijskich w 1948 (Londyn) i 1952 (Helsinki). Na obu startował w konkurencji strzelania z pistoletu szybkostrzelnego z 25 metrów; w Londynie zajął 11. miejsce, a cztery lata później był 46.
Zawodnik ten zdobył dwa medale mistrzostw świata, obydwa na mistrzostwach w 1947 roku w Sztokholmie.

## Wyniki olimpijskie
| Igrzyska | Konkurencja                   | Wynik                | Miejsce    | Źródło |
| -------- | ----------------------------- | -------------------- | ---------- | ------ |
| IO 1948  | Pistolet szybkostrzelny, 25 m | 554 punkty (279-275) | 11 (na 59) | [ 1 ]  |
| IO 1952  | Pistolet szybkostrzelny, 25 m | 533 punkty (271-262) | 46 (na 53) | [ 2 ]  |

## Medale na mistrzostwach świata
Opracowano na podstawie materiału źródłowego:
| Mistrzostwa    | Konkurencja                              | Wynik        | Miejsce |
| -------------- | ---------------------------------------- | ------------ | ------- |
| Sztokholm 1947 | Pistolet szybkostrzelny, 25 m            | 558 punktów  | 2       |
| Sztokholm 1947 | Pistolet szybkostrzelny, 25 m, drużynowo | 2129 punktów | 3       |